# Country Music Association Awards 2019
O Country Music Association Awards 2019, anunciado como 53º Country Music Association Awards, foi realizado em 13 de novembro de 2019 na Bridgestone Arena, em Nashville, Tennessee, nos Estados Unidos. A cerimônia reconheceu algumas das melhores músicas country lançadas durante o período de elegibilidade. 
Carrie Underwood apresentou o evento com as convidadas especiais Reba McEntire e Dolly Parton, celebrando mulheres lendárias da música country. "Além de premiar os melhores e mais brilhantes do ano no gênero, o 53º CMA Awards celebrará o legado das mulheres na música country, e não conseguimos pensar em um grupo de mulheres mais dinâmico para apresentar o show." disse a CEO do CMA, Sarah Trahern. Pela primeira vez na história, há mulheres indicadas em todas as categorias, exceto Cantor do Ano. 
No entanto, a única mulher indicada como Artista do Ano, Carrie Underwood, perdeu a honra principal para Garth Brooks, o que chateou muitos fãs, e, no ano seguinte, levou o cantor a anunciar que queria que seu nome fosse permanentemente excluído da categoria. Porém, de acordo com um comunicado divulgado em 30 de julho de 2020 pela Country Music Association, "As regras do CMA Awards não permitem que indivíduos se retirem do processo de votação."
Os indicados ao CMA Awards foram anunciados ao vivo no programa matutino Good Morning America, por Jimmie Allen, Ashley McBryde, Midland e Morgan Wallen. 
Para concorrer no 53º CMA Awards, um artista deve ter lançado um trabalho no período de elegibilidade que decorreu de 1 de julho de 2018 a 30 de junho de 2019. Em 6 de novembro de 2019, foi revelado que Kris Kristofferson receberia o Prêmio Willie Nelson Lifetime Achievement. 
Maren Morris liderou as indicações, com 6, incluindo Canção do Ano e Álbum do Ano. Luke Combs e Kacey Musgraves lideraram a noite com 2 vitórias cada.

## Performances
| Artist | Canção | Apresentado por                             |
| --- | --- | ------------------------------------------- |
| Dolly Parton Reba McEntire Carrie Underwood Jennifer Nettles Karen Fairchild Kimberly Schlapman Maren Morris Natalie Hemby Amanda Shires Brandi Carlile Tanya Tucker Gretchen Wilson Crystal Gayle Terri Clark Sara Evans Martina McBride | Tributo às mulheres do Country "Those Memories of You" (Parton, McEntire, Underwood) "You're Lookin' at Country" (Nettles, Fairchild, Schlapman) "Your Good Girl's Gonna Go Bad" (Morris, Hemby, Shires, Carlile) "Delta Dawn" (Tucker, Parton, Morris, Hemby, Shires, Carlile) "Redneck Woman" (Wilson, Underwood, Parton, Nettles, Fairchild, Schlapman, Shires, Morris, Carlile, Hemby) "Don't It Make My Brown Eyes Blue" (Gayle) "Better Things to Do" (Clark) "Born to Fly" (Evans) "Independence Day" (todas) | —                                           |
| Dan + Shay | "Speechless" | Carrie Underwood                            |
| Miranda Lambert | "It All Comes Out in the Wash" | Carrie Underwood                            |
| Reba McEntire | "Fancy" | Carrie Underwood                            |
| P!nk Chris Stapleton | "Love Me Anyway" | Carrie Underwood Dolly Parton               |
| Old Dominion | "One Man Band" | —                                           |
| Carrie Underwood | "Drinking Alone" | Dolly Parton Reba McEntire                  |
| Luke Combs | "Beer Never Broke My Heart" | Reba McEntire                               |
| Kelsea Ballerini | "Homecoming Queen?" | Dolly Parton Reba McEntire Carrie Underwood |
| Kelsea Ballerini Lindsay Ell Runaway June Maddie & Tae Ashley McBryde Carly Pearce Little Big Town | "Girl Crush" | —                                           |
| Lady Antebellum Halsey | "What If I Never Get Over You" "Graveyard" | Dolly Parton                                |
| Brooks & Dunn Brothers Osborne | "Hard Workin' Man" | Reba McEntire                               |
| Maren Morris | "Girl" | Dolly Parton Carrie Underwood               |
| Blake Shelton | "God's Country" | Craig Morgan                                |
| Thomas Rhett | "Remember You Young" | Carrie Underwood                            |
| Dolly Parton | "God Only Knows" (com For King & Country) "There Was Jesus" (com Zach Williams) "Faith" | Brandi Carlile                              |
| Keith Urban | "We Were" | —                                           |
| Dierks Bentley Sheryl Crow Chris Janson John Osborne Joe Walsh | Tributo a Kris Kristofferson "Me and Bobby McGee" | Reba McEntire Terri Clark                   |
| Eric Church | "Some of It" | Carrie Underwood                            |
| Kacey Musgraves Willie Nelson | "Rainbow Connection" "Rainbow" | Dolly Parton Reba McEntire Carrie Underwood |
| Garth Brooks Blake Shelton | "Dive Bar" | Reba McEntire Carrie Underwood              |

## Vencedores e indicados
Os vencedores estão indicados em negrito.
| Artista do Ano (apresentado por Reese Witherspoon) | Álbum do Ano (apresentado por Joe Walsh e Bobby Bones) |
| --- | --- |
| - Garth Brooks - Eric Church - Chris Stapleton - Carrie Underwood - Keith Urban | - Girl - Maren Morris - Center Point Road - Thomas Rhett - Cry Pretty - Carrie Underwood - Dan + Shay - Dan + Shay - Desperate Man - Eric Church |
| Cantor do Ano (apresentado por Trisha Yearwood) | Cantora do Ano (apresentado por Janie Fricke, Pam Tillis, Kathy Mattea e Martina McBride) |
| - Luke Combs - Dierks Bentley - Thomas Rhett - Chris Stapleton - Keith Urban | - Kacey Musgraves - Kelsea Ballerini - Miranda Lambert - Maren Morris - Carrie Underwood |
| Grupo do Ano (apresentado por Hannah Brown, Cody Johnson e Morgan Wallen) | Dupla do Ano (apresentado por Jimmie Allen e Midland) |
| - Old Dominion - Lady Antebellum - Little Big Town - Midland - Zac Brown Band | - Dan + Shay - Brooks & Dunn - Brothers Osborne - Florida Georgia Line - Maddie & Tae |
| Single do Ano (apresentado por Lara Spencer e Deana Carter) | Canção do Ano (apresentado por Jennifer Nettles e Kristin Chenoweth) |
| - "God's Country" - Blake Shelton - "Burning Man" - Dierks Bentley e Brothers Osborne - "Girl" - Maren Morris - "Millionaire" - Chris Stapleton - "Speechless" - Dan + Shay         | - "Beautiful Crazy" - Luke Combs, Wyatt B. Durrette III, Robert Williford - "Girl" - Maren Morris, Sarah Aarons, Greg Kurstin - "God's Country" - Devin Dawson, Jordan Schmidt, Michael Hardy - "Rainbow" - Natalie Hemby, Shane McAnally, Kacey Musgraves - "Tequila" - Dan Smyers, Nicolle Galyon, Jordan Reynold |
| Artista Revelação do Ano (apresentado por Blanco Brown e Jim Gaffigan) | Músico do Ano |
| - Ashley McBryde - Cody Johnson - Midland - Carly Pearce - Morgan Wallen | - Jenee Fleenor, fiddle - Paul Franklin, pedal steel - Mac McAnally, violão - Ilya Toshinsky, banjo/violão - Derek Wells, violão |
| Videoclipe do Ano | Evento Musical do Ano |
| - "Rainbow" - Kacey Musgraves - "Burning Man" - Dierks Bentley com part. de Brothers Osborne - "GIRL" - Maren Morris - "God's Country" - Blake Shelton - "Some Of It" - Eric Church | - "Old Town Road (Remix)" - Lil Nas X com part. de Billy Ray Cyrus - "All My Favorite People" - Maren Morris com part. de Brothers Osborne - "Brand New Man" - Brooks & Dunn com Luke Combs - "Dive Bar" - Garth Brooks e Blake Shelton - "What Happens in a Small Town" - Brantley Gilbert & Lindsay Ell           |
| Prêmio Willie Nelson Lifetime Achievement | |
| Kris Kristofferson | |